# Ragazzi di terza cultura
I ragazzi di terza cultura (RTC) o individui di terza cultura (ITC) sono persone che sono state cresciute in una cultura diversa da quella dei loro genitori o dalla cultura del loro paese di nazionalità, e sono vissuti in un ambiente diverso durante una parte significativa dei loro anni di sviluppo infantile.

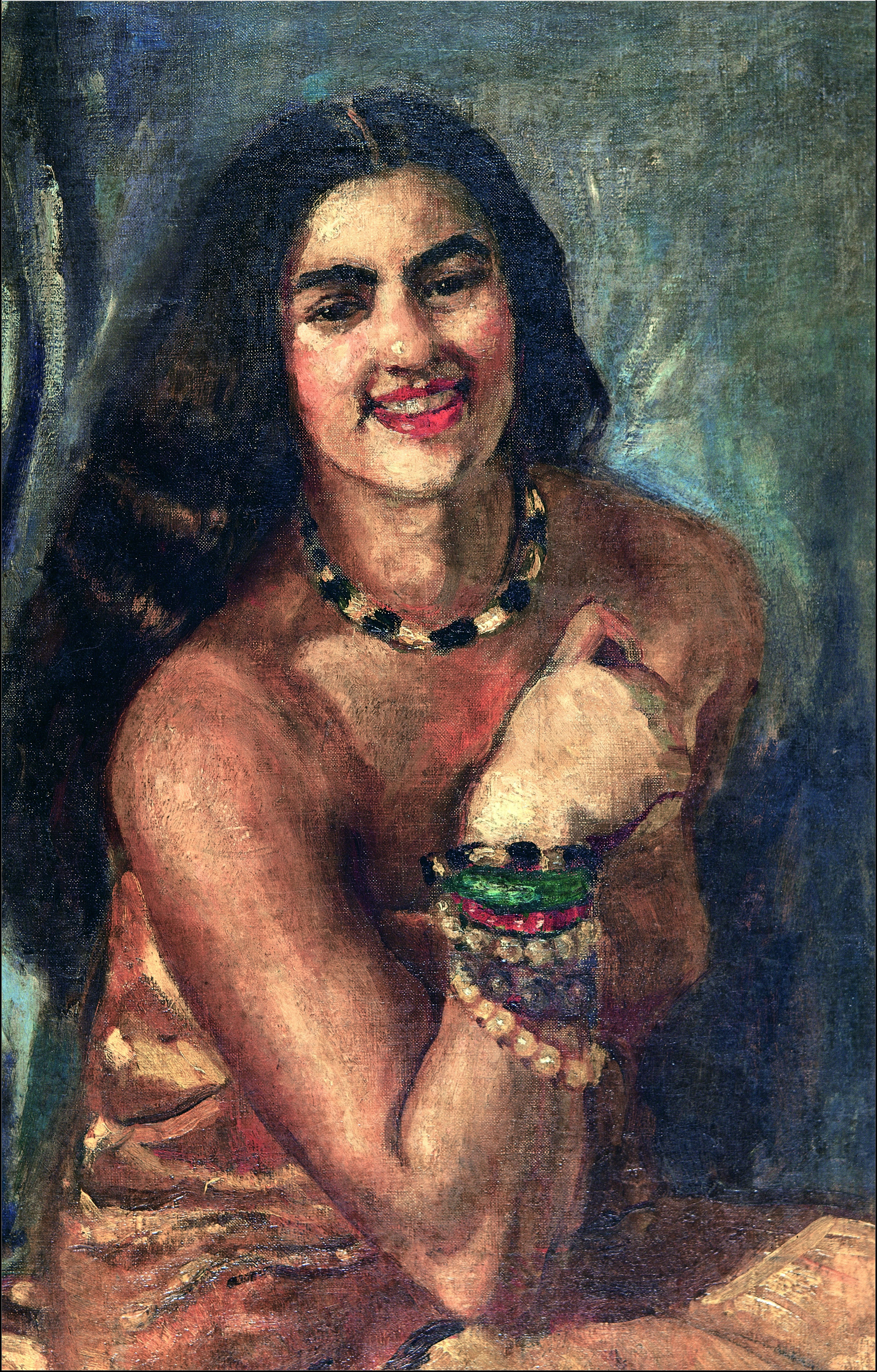
Autoritratto (1930) a 17 anni di Amrita Sher-Gil, riconosciuta in India come una delle principali pittrici contemporanee. Nacque da padre indiano e madre ungherese. Passò infanzia e giovinezza tra Ungheria, India, Italia e Francia, seguendo studi artistici sin da giovanissima. Visse e dipinse ricercando la propria identità personale, culturale ed artistica, a cavallo tra le culture europee ed indiana.

La prima cultura di tali individui si riferisce alla cultura del paese di origine dei genitori; la seconda, alla cultura in cui la famiglia attualmente risiede; e la terza ai distinti legami culturali che si stabiliscono e alle esperienze condivise tra gli individui che si ritrovano a vivere in quella condizione. Il termine si applica sia agli adulti che ai bambini, poiché il termine "ragazzo" si riferisce agli anni formativi o di sviluppo dell'individuo. 
I RTC sono tipicamente esposti a una maggiore varietà di influenze culturali rispetto a coloro che crescono in un singolo ambiente culturale. Gli individui di terza cultura si trovano speso a transitare tra culture diverse prima di aver avuto l'opportunità di sviluppare pienamente la propria identità personale e culturale.

## Origine del termine e sua applicazione
Il termine "ragazzi di terza cultura" (in inglese, third culture kids) fu coniato per la prima volta dai sociologi e antropologi americani John e Ruth Useem negli anni 1950:  lo usarono per descrivere i figli di cittadini americani che lavorano e vivono all'estero. Essi descrissero gli individui che hanno subito una tale esperienza come aventi distinte caratteristiche di comportamento interpersonale, valori relativi al lavoro, codici di stile di vita e prospettive, e stili di comunicazione. Queste caratteristiche, secondo i due ricercatori, ne fanno un nuovo gruppo culturale che non rientra nella loro cultura d'origine né in quella ospite, ma piuttosto condivide una cultura con tutti gli altri individui di simile cultura terza. 
Riassumendo ciò che avevamo osservato nei nostri incontri interculturali, abbiamo iniziato ad usare il termine "terza cultura" come termine generico per coprire gli stili di vita creati, condivisi e appresi da persone che stanno mettendo in relazione le loro società, o parti di esse, tra loro. Il termine "ragazzi di una terza cultura" è stato coniato per riferirsi ai bambini che accompagnano i loro genitori in un'altra società. 
L'identificazione iniziale è stata successivamente elaborata da psicologi e antropologi, producendo definizioni più articolate. Una definizione influente è la seguente:
Un ragazzo di terza cultura è una persona che ha trascorso una parte dei suoi anni di sviluppo fuori dalla cultura dei genitori. Il RTC spesso costruisce relazioni con tutte le culture, pur non avendo piena proprietà in nessuna. Anche se gli elementi di ogni cultura possano essere assimilati nell'esperienza di vita del RTC, il senso di appartenenza è [spesso] in relazione ad altri con un background simile.
Questo gruppo sociale ha un vissuto profondamente trans-culturale e frequentemente mobile, sia fisicamente, sia verso le relazioni interpersonali, che vengono spesso interrotte a causa dei trasferimenti.
Le prime ricerche furono centrate su famiglie americane che per motivi di lavoro vivevano temporaneamente all'estero: personale militare, missionario, di imprese multinazionali e diplomatici. Questo gruppo sociale era spesso caratterizzato anche da altri fattori complementari: l'attesa che la vita all'estero sarebbe terminata ad un certo punto con il ritorno a casa; la vita in un ambiente che li percepiva chiaramente come stranieri; condizioni sociali relativamente privilegiate; ed un senso di identità culturale influenzato dalla cultura delle organizzazioni che impiegavano uno e entrambi i genitori all'estero.
Più recentemente, è stata riconosciuta una crescente complessità culturale del gruppo sociale definito come RCT. Col passare del tempo, la ricerca ha allargato lo studio ad un gruppo sociale più ampio e diversificato: è stato esteso il campo di ricerca, ma si è anche esteso il campione sociale, perché, rispetto agli anni 1950-1960, la globalizzazione e la mobilità internazionale sono aumentate marcatamente. I fattori complementari identificati per il campione originale non sono spesso rilevanti per l'insieme sociale a cui viene applicata oggi la lente RTC: molte famiglie possono vivere all'estero per moltissimo tempo o in permanenza; esse vivono talora in una cultura ospite fortemente multi-etnica e globalizzata; internet moltiplica la connettività trans-culturale e inter-personale; la condizione di vita trans-culturale non riguarda più solo situazioni privilegiate, ma un vasto ventaglio di condizioni sociali e culture di origine; più frequenti matrimoni tra persone di nazionalità e culture diverse creano famiglie multiculturali di partenza, che possono poi spostarsi o rimanere in una seconda cultura. Ulteriori ricerche su campioni più vasti hanno dunque suggerito che le stesse caratteristiche descritte nella letteratura iniziale sui bambini di famiglie americane si applicano anche agli individui di altre nazionalità che hanno vissuto all'estero per lunghi periodi di tempo durante i loro anni di sviluppo.
I RTC possono essere visti come un sottogruppo di un insieme più vasto di ragazzi trans-culturali (in inglese, cross-culture kids): questo termine è stato proposto per identificare quegli individui che hanno vissuto in o interagito significativamente con due o più contesti culturali durante i primi diciotto anni di vita. Questa definizione abbraccia sia il caso di RTC, sia gruppi come i figli di immigrati, rifugiati, minoranze, adozioni internazionali, di popolazioni di frontiera che si spostano regolarmente tra due culture, migranti interni, e bambini che sono educati in istituzioni di cultura diversa da quella propria. Questa definizione prescinde dal vivere in un luogo diverso da quello di origine (la mobilità distingue i RTC), ma apre a molti altri fattori che possono accompagnare uno sviluppo trans-culturale.

## Profilo psicologico e sociologico
Dopo i primi lavori pionieristici di John e Ruth Useem il tema è stato oggetto di numerosi studi psicologici e sociologici.  Questi hanno evidenziato una serie di tratti distinti dei RTC/ITC.
Crescere nelle condizioni tipiche dei RTC influenza la maniera in cui i bambini e poi gli adolescenti sviluppano un senso di identità culturale e personale: ogni individuo assorbe dall'ambiente circostante la cultura, fatta di caratteristiche visibili (tradizioni, usi, linguaggio ecc.), ma soprattutto non visibili (valori, credenze, idee, ecc.). Acquisire una identità culturale consente di diventare adulti costruendo con relativo equilibrio la propria identità con fiducia in sé stessi e un senso di appartenenza al mondo circostante. L'ambiente fisico e culturale di crescita, insieme alla famiglia, forniscono all'individuo ancore di stabilità e riflessi che contribuiscono a costruirne il senso di appartenenza ed identità. Un individuo che cresca in una situazione di RTC deve costantemente adattarsi a cambiamenti e novità culturali:  questo può provocare disagio e difficoltà, perché il senso di appartenenza ed identità deve essere frequentemente rinegoziato. Questo può comportare fatica, stress e una diminuzione dell'auto-stima; mentre la persona spende energia per gestire questo cambiamento, essa può avere meno energia e fiducia per ingaggiare la realtà esterna (il normale meccanismo di crescita e maturazione).
Un adattamento positivo a questa condizione di crescita può peraltro condurre a sviluppare un senso di identità trans-culturale, arricchito della diversità di esperienze e contesti conosciuti. L'individuo può eventualmente considerare la fluidità culturale come la condizione normale di riferimento. Ne consegue che gli individui di terza cultura sono spesso particolarmente abili nel costruire relazioni con altre culture, pur non possedendo una propria identità culturale nella stessa forma di un individuo cresciuto in un contesto stabile ed omogeneo. I RTC sono stati definiti anche ibridi culturali, camaleonti culturali e nomadi globali.
La letteratura psicologica e sociologica mostra una serie di benefici e difficoltà tipicamente prodotti da questo vissuto.

### Benefici
- Una visione allargata del mondo: I RTC hanno la consapevolezza che esiste più di un modo di vedere le situazioni a cui sono esposti o di cui fanno esperienza. Questo può anche essere una sfida, tuttavia, quando i RTC ritornano in una cultura omogenea nel proprio sistema di valori, dove una visione allargata e fluida del mondo può essere percepita come offensiva o inutile.[1][8][5]
- Profondità di percezione: Con un maggior numero di esperienze pratiche in più culture, c'è una differenza nel modo in cui il mondo viene percepito. Scrittori con un vissuto interculturale dimostrano la capacità di travalicare le barriere culturali e di fornire descrizioni vivide sulle culture che hanno sperimentato direttamente. Questa loro percezione è stata definita talora "tridimensionale".[1]
- Sensibilità interpersonale: La maggiore esposizione a una varietà di percezioni e stili di vita stimola una maggiore consapevolezza delle proprie emozioni, e sviluppa la capacità di identificare abilmente norme sociali e comunicazioni subliminali, riflettendo spiccata sensibilità verso altre culture e modi di vita.[5]
- Competenza interculturale o intelligenza culturale: la capacità di funzionare efficacemente in contesti a cavallo di diverse culture nazionali, etniche e organizzative.
- Adattabilità culturale: capacità di adattamento generale rispetto ai bambini mono-culturali.[11]
- Frequenti maggiori competenze linguistiche:[12] sono spesso esposti a una seconda (o terza, quarta, ecc.) lingua (oltre a quella parlata a casa) mentre vivono nella loro cultura ospitante. Questa immersione linguistica rende spesso gli individui di cultura terza bilingue, o talora multilingue.[1]

### Difficoltà
- Confuso senso di appartenenza: I ragazzi di terza cultura possono sperimentare molta confusione in relazione a questioni politiche o di valori. Questo è specialmente il caso quando si passa da culture collettiviste a culture individualiste, o viceversa, poiché i valori all'interno di ogni cultura sono diversi dall'altra.[1] Questo problema è spesso associato ad una crisi d'identità culturale: l'individuo non è in grado di sentire un senso di unità con una qualsiasi nazionalità o cultura. Spesso i RTC non sanno rispondere alla domanda: "Dov'è casa?"[12]
- Senso doloroso della realtà: si possono portare dietro dolori non riconosciuti e irrisolti dovuti alle ripetute separazioni e al vivere multipli cicli di lutto.[3]
- Possono provare disagio nell'adattarsi a culture in cui l'unica cultura su cui si discute o ci si concentra è la propria.[1]
- Ignoranza della cultura di origine: I RTC sono spesso carenti nella conoscenza della propria nazione, cultura, città e/o famiglia d'origine. Con la tecnologia attuale che porta alla globalizzazione dell'informazione, questo sta diventando sempre meno una sfida, a condizione che i RTC usino la tecnologia moderna nelle loro culture ospitanti per connettersi alla loro cultura d'origine. Capire il senso dell'umorismo di una cultura, tuttavia, è una difficoltà comunemente citata per la transizione verso la cultura d'origine. Ci sono anche norme e pratiche sociali generali che non sono note quando un RTC viene reintrodotto per la prima volta nella sua cultura d'origine, ma possono essere eventualmente apprese.[1]
- Difficoltà di adattamento alla vita adulta: la miscela di influenze delle varie culture che l'individuo ha vissuto può creare sfide nello sviluppo di un'identità e di un senso di appartenenza. Sentimenti di mancanza di radici e irrequietezza possono rendere il passaggio all'età adulta un periodo difficile per i RTC.[13]
- Necessità di un'attenzione speciale per i giovani ITC nei contesti educativi per assicurarsi che siano supportati quando e se entrano in una nuova scuola.[14] ]
- Uno studio ha evidenziato che donne ITC esitano a sviluppare relazioni e hanno minori legai affettivi rispetto alle non-ITC. Inoltre, lo sviluppo dell'identità delle donne ITC può essere ritardato a causa della loro maggiore attenzione al proprio adattamento piuttosto che sulla creazione di un senso di appartenenza.[15]